# Орлов-Шузьм, Аристарх Гаврилович
Орлов-Шузьм Аристарх Гаврилович (1914, Ойкасы, Ядринский уезд — 1996, Чебоксары) — советский чувашский композитор и дирижёр.
Член союза композиторов СССР с 1940 года. Один из выдающихся хоровых дирижёров Чувашии, более 40 лет руководивших профессиональными и самодеятельными коллективами республики..
Народный артист Чувашской АССР (1961). Заслуженный артист РСФСР (1971).

## Биография
Родился 4 апреля 1914 года в деревне Ойкасы Ядринского уезда.
Окончил Чувашский музыкальный техникум — как дирижёр хора в 1934 году и как композитор класса В. М. Кривоносова в 1935 году. Остался работать в Чувашии.
В 1939 году, а также в 1960—1964 и в 1975—1976 годах был художественным руководителем Чувашского государственного ансамбля песни и танца. В 1951—1958 годах руководил Кабардино-Балкарским ансамблем песни и пляски, в 1959—1961 годах — Чувашским народным хором и в 1967—1973 годах — хором Комитета по телевидению и радиовещанию Чувашской АССР. Был инициатором создания Хора Чувашского телевидения и радио.
Орлов-Шузьм — автор музыкальной комедии, оперетты и двух опер (все на либретто И. С. Максимова-Кошкинского). Наиболее известна его музыкальная комедия «Çĕмĕрт çеçки çурăлсан» («Когда расцветает черёмуха»), поставленная в Чувашском академическом драматическом театре в 1949 году. В 1969 году была поставлена на сцене опера «Çăлтăр витĕр çул» («Звёздный путь») на сюжет драмы Ф. П. Павлова «Ялта» («В деревне»).
Умер 9 сентября 1996 года в Чебоксарах.

## Награды и звания
- Заслуженный деятель искусств Кабардино-Балкарской АССР (1954)
- Заслуженный деятель искусств Чувашской АССР (1960)
- Народный артист Чувашской АССР (1961)
- Заслуженный артист РСФСР (1971)
- Орден «Знак Почёта» (1974)
- Медали